# Kaskadriddarsporre
Kaskadriddarsporre (Delphinium glareosum) är en flerårig ört i släktet riddarsporrar och familjen ranunkelväxter. Den beskrevs av Edward Lee Greene.

## Utbredning
Arten förekommer endast i västra Nordamerika, från British Columbia i norr till Oregon i söder. Den odlas även som prydnadsväxt i andra delar av världen.